# Oncopsis tortosa
Oncopsis tortosa är en insektsart som beskrevs av Hamilton 1980. Oncopsis tortosa ingår i släktet Oncopsis och familjen dvärgstritar. Inga underarter finns listade i Catalogue of Life.